# تشارلز غيفورد داير
تشارلز غيفورد داير (بالإنجليزية: Charles Gifford Dyer)‏ هو رسام أمريكي، ولد في 1851 في شيكاغو في الولايات المتحدة، وتوفي في 27 يناير 1912 في ميونخ في ألمانيا.